# Critérium du Dauphiné 2019
La 71e édition du Critérium du Dauphiné a lieu du 9 au 16 juin 2019. C'est la vingt-cinquième épreuve de l'UCI World Tour 2019.

## Présentation

### Parcours
Le parcours est annoncé le 25 mars 2019 à Lyon. La course débute à Aurillac le 9 juin dans le Cantal pour la première fois de son histoire et suit un parcours tracé sur 1 200 kilomètres jusqu'à la dernière étape du 16 juin dans la station de ski suisse Champéry.
La première étape entre Aurillac et Jussac présente une première ascension significative, avec le Puy Mary. La deuxième étape est tracée sur une route de 180 kilomètres allant de Mauriac à Craponne-sur-Arzon et compte des ascensions difficiles en Auvergne.
Les sprinteurs sont attendus sur deux jours, d'abord lors de la troisième étape reliant le Puy-en-Velay à Riom, puis lors de la cinquième étape longue de 200 kilomètres entre Boën-sur-Lignon et Voiron. Entre les deux, un contre-la-montre individuel se déroule à Roanne sur un parcours vallonné de 26,1 kilomètres qui est une réplique presque identique en termes de distance et de profil du contre-la-montre de Pau, prévu le 19 juillet sur le Tour de France.
Les trois dernières étapes sont favorables aux grimpeurs. Les organisateurs ont souligné leur décision de rompre avec les ascensions souvent utilisées lors des éditions précédentes du Critérium du Dauphiné. La sixième étape est la plus longue avec 228 kilomètres à parcourir de Saint-Vulbas-Plaine de l'Ain à Saint-Michel-de-Maurienne. Elle comprend la montée du col de Beaune (8 kilomètres à 6 % de moyenne) et sa descente difficile jusqu'à l'arrivée. Le lendemain, l'étape reine avec un fort dénivelé positif (4 150 mètres) pour une étape courte (133 kilomètres , dont 40 en montée) se terminant au sommet de la côte de Pipay (19 kilomètres à 7 %). La dernière étape est tracée sur 113,5 kilomètres et visite quelques montées traditionnelles, mais dans un ordre différent. Elle débute à Cluses et emmène les coureurs sur la montée des Gets, le col du Corbier, la station de ski de Châtel, jusqu'à la station suisse de Champéry,.

### Équipes
Vingt-deux équipes participent à ce Critérium du Dauphiné - les 18 WorldTeams et 4 équipes continentales professionnelles :
| WorldTeams (18)- AG2R La Mondiale - Astana - Bahrain-Merida - Bora-hansgrohe - CCC Team - Deceuninck-Quick Step - EF Education First - Groupama-FDJ - Katusha-Alpecin - Lotto Soudal - Mitchelton-Scott - Movistar Team - Team Sunweb - Dimension Data - Ineos - Team Jumbo-Visma - Trek-Segafredo - UAE Team Emirates Équipes continentales professionnelles (4)- Cofidis, Solutions Crédits - Arkéa-Samsic - Vital Concept-B&B Hotels - Wanty-Groupe Gobert |
| |

### Principaux coureurs
Le tenant du titre, le Britannique Geraint Thomas n'a pas prévu de défendre son titre. Son coéquipier Christopher Froome, triple vainqueur de l’épreuve en 2013, 2015 et 2016 a confirmé sa présence. Il aura comme principal concurrent Romain Bardet (dauphin de Froome en 2016), Julian Alaphilippe, Thibaut Pinot, Jakob Fuglsang (vainqueur en 2017), Richie Porte et Daniel Martin.

## Étapes
| Étape     | Date    | Villes étapes                            | type                        | Distance (km) | Vainqueur d'étape    | Leader du classement général |
| --------- | ------- | ---------------------------------------- | --------------------------- | ------------- | -------------------- | ---------------------------- |
| 1re étape | 9 juin  | Aurillac – Jussac                        | étape vallonnée             | 142           | Edvald Boasson Hagen | Edvald Boasson Hagen         |
| 2e étape  | 10 juin | Mauriac – Craponne-sur-Arzon             | étape vallonnée             | 180           | Dylan Teuns          | Dylan Teuns                  |
| 3e étape  | 11 juin | Le Puy-en-Velay – Riom                   | étape vallonnée             | 172           | Sam Bennett          | Dylan Teuns                  |
| 4e étape  | 12 juin | Roanne – Roanne                          | contre-la-montre individuel | 26,1          | Wout van Aert        | Adam Yates                   |
| 5e étape  | 13 juin | Boën-sur-Lignon – Voiron                 | étape de plaine             | 201           | Wout van Aert        | Adam Yates                   |
| 6e étape  | 14 juin | Saint-Vulbas – Saint-Michel-de-Maurienne | étape de moyenne montagne   | 229           | Julian Alaphilippe   | Adam Yates                   |
| 7e étape  | 15 juin | Saint-Genix-les-Villages – Les Sept Laux | étape de montagne           | 133,5         | Wout Poels           | Jakob Fuglsang               |
| 8e étape  | 16 juin | Cluses – Champéry                        | étape de moyenne montagne   | 113,5         | Dylan van Baarle     | Jakob Fuglsang               |

## Classement par étapes

### 1reétape
| \| Classement de l'étape \| Classement de l'étape \| Classement de l'étape \| Classement de l'étape \| Classement de l'étape \| \| Coureur \| Coureur \| Pays \| Équipe \| Temps \| \| --------------------- \| --------------------- \| --------------------- \| --------------------- \| --------------------- \| \| 1er \| Edvald Boasson Hagen \| Norvège \| Dimension Data \| 3 h 24 min 33 s \| \| 2e \| Philippe Gilbert \| Belgique \| Deceuninck-Quick Step \| + 0 s \| \| 3e \| Wout van Aert \| Belgique \| Team Jumbo-Visma \| + 0 s \| \| 4e \| Nils Politt \| Allemagne \| Katusha-Alpecin \| + 0 s \| \| 5e \| Gregor Mühlberger \| Autriche \| Bora-Hansgrohe \| + 0 s \| \| 6e \| Sonny Colbrelli \| Italie \| Bahrain-Merida \| + 0 s \| \| 7e \| Jonas Koch \| Allemagne \| CCC Team \| + 0 s \| \| 8e \| Alexey Lutsenko \| Kazakhstan \| Astana \| + 0 s \| \| 9e \| Benoît Cosnefroy \| France \| AG2R La Mondiale \| + 0 s \| \| 10e \| Michał Kwiatkowski \| Pologne \| Team Ineos \| + 0 s \| |                      |            |                       |                 |
| |                      |            |                       |                 |
| Source : ProCyclingStats |                      |            |                       |                 |
| Classement de l'étape |                      |            |                       |                 |
| Coureur | Coureur              | Pays       | Équipe                | Temps           |
| 1er | Edvald Boasson Hagen | Norvège    | Dimension Data        | 3 h 24 min 33 s |
| 2e | Philippe Gilbert     | Belgique   | Deceuninck-Quick Step | + 0 s           |
| 3e | Wout van Aert        | Belgique   | Team Jumbo-Visma      | + 0 s           |
| 4e | Nils Politt          | Allemagne  | Katusha-Alpecin       | + 0 s           |
| 5e | Gregor Mühlberger    | Autriche   | Bora-Hansgrohe        | + 0 s           |
| 6e | Sonny Colbrelli      | Italie     | Bahrain-Merida        | + 0 s           |
| 7e | Jonas Koch           | Allemagne  | CCC Team              | + 0 s           |
| 8e | Alexey Lutsenko      | Kazakhstan | Astana                | + 0 s           |
| 9e | Benoît Cosnefroy     | France     | AG2R La Mondiale      | + 0 s           |
| 10e | Michał Kwiatkowski   | Pologne    | Team Ineos            | + 0 s           |

| \| Classement général \| Classement général \| Classement général \| Classement général \| Classement général \| \| Coureur \| Coureur \| Pays \| Équipe \| Temps \| \| ------------------ \| -------------------- \| ------------------ \| --------------------- \| ------------------ \| \| 1er \| Edvald Boasson Hagen \| Norvège \| Dimension Data \| 3 h 24 min 33 s \| \| 2e \| Philippe Gilbert \| Belgique \| Deceuninck-Quick Step \| + 4 s \| \| 3e \| Wout van Aert \| Belgique \| Team Jumbo-Visma \| + 6 s \| \| 4e \| Nils Politt \| Allemagne \| Katusha-Alpecin \| + 10 s \| \| 5e \| Gregor Mühlberger \| Autriche \| Bora-Hansgrohe \| + 10 s \| \| 6e \| Sonny Colbrelli \| Italie \| Bahrain-Merida \| + 10 s \| \| 7e \| Jonas Koch \| Allemagne \| CCC Team \| + 10 s \| \| 8e \| Alexey Lutsenko \| Kazakhstan \| Astana \| + 10 s \| \| 9e \| Benoît Cosnefroy \| France \| AG2R La Mondiale \| + 10 s \| \| 10e \| Michał Kwiatkowski \| Pologne \| Team Ineos \| + 10 s \| |                      |            |                       |                 |
| |                      |            |                       |                 |
| Source : ProCyclingStats |                      |            |                       |                 |
| Classement général |                      |            |                       |                 |
| Coureur | Coureur              | Pays       | Équipe                | Temps           |
| 1er | Edvald Boasson Hagen | Norvège    | Dimension Data        | 3 h 24 min 33 s |
| 2e | Philippe Gilbert     | Belgique   | Deceuninck-Quick Step | + 4 s           |
| 3e | Wout van Aert        | Belgique   | Team Jumbo-Visma      | + 6 s           |
| 4e | Nils Politt          | Allemagne  | Katusha-Alpecin       | + 10 s          |
| 5e | Gregor Mühlberger    | Autriche   | Bora-Hansgrohe        | + 10 s          |
| 6e | Sonny Colbrelli      | Italie     | Bahrain-Merida        | + 10 s          |
| 7e | Jonas Koch           | Allemagne  | CCC Team              | + 10 s          |
| 8e | Alexey Lutsenko      | Kazakhstan | Astana                | + 10 s          |
| 9e | Benoît Cosnefroy     | France     | AG2R La Mondiale      | + 10 s          |
| 10e | Michał Kwiatkowski   | Pologne    | Team Ineos            | + 10 s          |

### 2eétape
| \| Classement de l'étape \| Classement de l'étape \| Classement de l'étape \| Classement de l'étape \| Classement de l'étape \| \| Coureur \| Coureur \| Pays \| Équipe \| Temps \| \| --------------------- \| --------------------- \| --------------------- \| --------------------- \| --------------------- \| \| 1er \| Dylan Teuns \| Belgique \| Bahrain-Merida \| 4 h 12 min 41 s \| \| 2e \| Guillaume Martin \| France \| Wanty-Gobert \| + 0 s \| \| 3e \| Jakob Fuglsang \| Danemark \| Astana \| + 13 s \| \| 4e \| Thibaut Pinot \| France \| Groupama-FDJ \| + 13 s \| \| 5e \| Michael Woods \| Canada \| EF Education First \| + 13 s \| \| 6e \| Alexey Lutsenko \| Kazakhstan \| Astana \| + 13 s \| \| 7e \| Petr Vakoč \| Tchéquie \| Deceuninck-Quick Step \| + 13 s \| \| 8e \| Nairo Quintana \| Colombie \| Movistar Team \| + 13 s \| \| 9e \| Wout Poels \| Pays-Bas \| Team Ineos \| + 13 s \| \| 10e \| Adam Yates \| Royaume-Uni \| Mitchelton-Scott \| + 13 s \| |                  |             |                       |                 |
| |                  |             |                       |                 |
| Source : ProCyclingStats |                  |             |                       |                 |
| Classement de l'étape |                  |             |                       |                 |
| Coureur | Coureur          | Pays        | Équipe                | Temps           |
| 1er | Dylan Teuns      | Belgique    | Bahrain-Merida        | 4 h 12 min 41 s |
| 2e | Guillaume Martin | France      | Wanty-Gobert          | + 0 s           |
| 3e | Jakob Fuglsang   | Danemark    | Astana                | + 13 s          |
| 4e | Thibaut Pinot    | France      | Groupama-FDJ          | + 13 s          |
| 5e | Michael Woods    | Canada      | EF Education First    | + 13 s          |
| 6e | Alexey Lutsenko  | Kazakhstan  | Astana                | + 13 s          |
| 7e | Petr Vakoč       | Tchéquie    | Deceuninck-Quick Step | + 13 s          |
| 8e | Nairo Quintana   | Colombie    | Movistar Team         | + 13 s          |
| 9e | Wout Poels       | Pays-Bas    | Team Ineos            | + 13 s          |
| 10e | Adam Yates       | Royaume-Uni | Mitchelton-Scott      | + 13 s          |

| \| Classement général \| Classement général \| Classement général \| Classement général \| Classement général \| \| Coureur \| Coureur \| Pays \| Équipe \| Temps \| \| ------------------ \| ------------------ \| ------------------ \| ------------------ \| ------------------ \| \| 1er \| Dylan Teuns \| Belgique \| Bahrain-Merida \| 7 h 37 min 03 s \| \| 2e \| Guillaume Martin \| France \| Wanty-Gobert \| + 3 s \| \| 3e \| Jakob Fuglsang \| Danemark \| Astana \| + 20 s \| \| 4e \| Alexey Lutsenko \| Kazakhstan \| Astana \| + 21 s \| \| 5e \| Nairo Quintana \| Colombie \| Movistar Team \| + 24 s \| \| 6e \| Michael Woods \| Canada \| EF Education First \| + 24 s \| \| 7e \| Wout Poels \| Pays-Bas \| Team Ineos \| + 24 s \| \| 8e \| Christopher Froome \| Royaume-Uni \| Team Ineos \| + 24 s \| \| 9e \| Thibaut Pinot \| France \| Groupama-FDJ \| + 24 s \| \| 10e \| Adam Yates \| Royaume-Uni \| Mitchelton-Scott \| + 24 s \| |                    |             |                    |                 |
| |                    |             |                    |                 |
| Source : ProCyclingStats |                    |             |                    |                 |
| Classement général |                    |             |                    |                 |
| Coureur | Coureur            | Pays        | Équipe             | Temps           |
| 1er | Dylan Teuns        | Belgique    | Bahrain-Merida     | 7 h 37 min 03 s |
| 2e | Guillaume Martin   | France      | Wanty-Gobert       | + 3 s           |
| 3e | Jakob Fuglsang     | Danemark    | Astana             | + 20 s          |
| 4e | Alexey Lutsenko    | Kazakhstan  | Astana             | + 21 s          |
| 5e | Nairo Quintana     | Colombie    | Movistar Team      | + 24 s          |
| 6e | Michael Woods      | Canada      | EF Education First | + 24 s          |
| 7e | Wout Poels         | Pays-Bas    | Team Ineos         | + 24 s          |
| 8e | Christopher Froome | Royaume-Uni | Team Ineos         | + 24 s          |
| 9e | Thibaut Pinot      | France      | Groupama-FDJ       | + 24 s          |
| 10e | Adam Yates         | Royaume-Uni | Mitchelton-Scott   | + 24 s          |

### 3eétape
| \| Classement de l'étape \| Classement de l'étape \| Classement de l'étape \| Classement de l'étape \| Classement de l'étape \| \| Coureur \| Coureur \| Pays \| Équipe \| Temps \| \| --------------------- \| --------------------- \| --------------------- \| --------------------- \| --------------------- \| \| 1er \| Sam Bennett \| Irlande \| Bora-Hansgrohe \| 4 h 15 min 25 s \| \| 2e \| Wout van Aert \| Belgique \| Team Jumbo-Visma \| + 0 s \| \| 3e \| Davide Ballerini \| Italie \| Astana \| + 0 s \| \| 4e \| Clément Venturini \| France \| AG2R La Mondiale \| + 0 s \| \| 5e \| Edward Theuns \| Belgique \| Trek-Segafredo \| + 0 s \| \| 6e \| Edvald Boasson Hagen \| Norvège \| Dimension Data \| + 0 s \| \| 7e \| Álvaro Hodeg \| Colombie \| Deceuninck-Quick Step \| + 0 s \| \| 8e \| Jens Debusschere \| Belgique \| Katusha-Alpecin \| + 0 s \| \| 9e \| Luka Mezgec \| Slovénie \| Mitchelton-Scott \| + 0 s \| \| 10e \| Bjorg Lambrecht \| Belgique \| Lotto-Soudal \| + 0 s \| |                      |          |                       |                 |
| |                      |          |                       |                 |
| Source : ProCyclingStats |                      |          |                       |                 |
| Classement de l'étape |                      |          |                       |                 |
| Coureur | Coureur              | Pays     | Équipe                | Temps           |
| 1er | Sam Bennett          | Irlande  | Bora-Hansgrohe        | 4 h 15 min 25 s |
| 2e | Wout van Aert        | Belgique | Team Jumbo-Visma      | + 0 s           |
| 3e | Davide Ballerini     | Italie   | Astana                | + 0 s           |
| 4e | Clément Venturini    | France   | AG2R La Mondiale      | + 0 s           |
| 5e | Edward Theuns        | Belgique | Trek-Segafredo        | + 0 s           |
| 6e | Edvald Boasson Hagen | Norvège  | Dimension Data        | + 0 s           |
| 7e | Álvaro Hodeg         | Colombie | Deceuninck-Quick Step | + 0 s           |
| 8e | Jens Debusschere     | Belgique | Katusha-Alpecin       | + 0 s           |
| 9e | Luka Mezgec          | Slovénie | Mitchelton-Scott      | + 0 s           |
| 10e | Bjorg Lambrecht      | Belgique | Lotto-Soudal          | + 0 s           |

| \| Classement général \| Classement général \| Classement général \| Classement général \| Classement général \| \| Coureur \| Coureur \| Pays \| Équipe \| Temps \| \| ------------------ \| ------------------ \| ------------------ \| ------------------ \| ------------------ \| \| 1er \| Dylan Teuns \| Belgique \| Bahrain-Merida \| 11 h 52 min 28 s \| \| 2e \| Guillaume Martin \| France \| Wanty-Gobert \| + 3 s \| \| 3e \| Alexey Lutsenko \| Kazakhstan \| Astana \| + 20 s \| \| 4e \| Jakob Fuglsang \| Danemark \| Astana \| + 20 s \| \| 5e \| Nairo Quintana \| Colombie \| Movistar Team \| + 24 s \| \| 6e \| Thibaut Pinot \| France \| Groupama-FDJ \| + 24 s \| \| 7e \| Michael Woods \| Canada \| EF Education First \| + 24 s \| \| 8e \| Christopher Froome \| Royaume-Uni \| Team Ineos \| + 24 s \| \| 9e \| Wout Poels \| Pays-Bas \| Team Ineos \| + 24 s \| \| 10e \| Adam Yates \| Royaume-Uni \| Mitchelton-Scott \| + 24 s \| |                    |             |                    |                  |
| |                    |             |                    |                  |
| Source : ProCyclingStats |                    |             |                    |                  |
| Classement général |                    |             |                    |                  |
| Coureur | Coureur            | Pays        | Équipe             | Temps            |
| 1er | Dylan Teuns        | Belgique    | Bahrain-Merida     | 11 h 52 min 28 s |
| 2e | Guillaume Martin   | France      | Wanty-Gobert       | + 3 s            |
| 3e | Alexey Lutsenko    | Kazakhstan  | Astana             | + 20 s           |
| 4e | Jakob Fuglsang     | Danemark    | Astana             | + 20 s           |
| 5e | Nairo Quintana     | Colombie    | Movistar Team      | + 24 s           |
| 6e | Thibaut Pinot      | France      | Groupama-FDJ       | + 24 s           |
| 7e | Michael Woods      | Canada      | EF Education First | + 24 s           |
| 8e | Christopher Froome | Royaume-Uni | Team Ineos         | + 24 s           |
| 9e | Wout Poels         | Pays-Bas    | Team Ineos         | + 24 s           |
| 10e | Adam Yates         | Royaume-Uni | Mitchelton-Scott   | + 24 s           |

### 4eétape
Chris Froome chute lors de la reconnaissance du parcours de la 4e étape et doit déclarer forfait pour la suite de la course et pour le Tour de France. Ce contre-la-montre est long de 26,1 kilomètres avec une ascension qui débute après 9 kilomètres de course. Elle atteint 11 % et une moyenne de 9,4 %, juste avant un pointage intermédiaire au bout de 11 kilomètres d'efforts. En début de journée, Tom Dumoulin, qui veut se rassurer après son abandon sur chute au Tour d'Italie, signe le meilleur temps devant les Français Julian Alaphilippe et Rémi Cavagna à 12 et 23 secondes. Plus tard, le top 20 s'élance. Dan Martin perd environ 1 minute sur les principaux favoris. Ensuite, Richie Porte signe un temps moyen, 20 secondes devant Dan Martin. Wout van Aert, le troisième de la première étape et second de la troisième étape, également maillot vert et maillot blanc, passe avec 18 secondes d'avance sur Dumoulin au pointage intermédiaire. Son leader Steven Kruijswijk, à ce même pointage, prend le deuxième temps à 8 secondes de son coéquipier. Parmi les favoris, Romain Bardet perd environ 1 minute sur les favoris et perd également tout espoir de remporter ce Critérium du Dauphiné. Tejay van Garderen, passant à l'intermédiaire à 11 secondes, reprend du temps dans la descente et finit deuxième à 31 secondes de Wout van Aert. Juste après, Emanuel Buchmann, leader de l'équipe Bora-Hansgroe, finit ce chrono en cinquième position à 51 secondes et reprend du temps sur les autres favoris. Le top 10 s'élance avec Adam Yates, qui fait une bonne première partie (au pointage à 13 secondes de van Aert), et finit sixième à 5 secondes de Buchmann. Thibaut Pinot, très en action lors de la seconde étape, limite la casse et finit douzième à une trentaine de secondes des favoris : Yates, Buchmann, Kruijswijk et 14 secondes de Jakob Fuglsang. Nairo Quintana perd beaucoup de temps : 15 secondes sur Pinot et est désormais relégué à 40 secondes au général. Le podium s'élance : Alexey Lutsenko, troisième à 20 secondes grâce à sa bonification de la veille, perd du temps. Il finit à 1 seconde de Pinot et est à 30 secondes au classement général. Le deuxième du général, Guillaume Martin, grâce à son échappée de la deuxième étape s'élance, il n'est pas à l'aise dans cet exercice chronométré. Il perd donc plus de 3 minutes. Le maillot jaune Dylan Teuns s'élance le dernier et doit lutter pour conserver son maillot jaune. Il perd beaucoup de temps dans la première partie à son désavantage car il n'est pas un très bon grimpeur. Ceux qui le menacent sont Adam Yates, Jakob Fuglsang et Tejay van Garderen, tous dans une poignée de 7 secondes, avantage à Yates, qui au classement provisoire, a 6 secondes d'avance sur van Garderen et 7 sur Fuglsang. Dylan Teuns perd finalement son maillot pour 4 secondes, il est deuxième au général.
| \| Classement de l'étape \| Classement de l'étape \| Classement de l'étape \| Classement de l'étape \| Classement de l'étape \| \| Coureur \| Coureur \| Pays \| Équipe \| Temps \| \| --------------------- \| --------------------- \| --------------------- \| --------------------- \| --------------------- \| \| 1er \| Wout van Aert \| Belgique \| Team Jumbo-Visma \| 33 min 38 s \| \| 2e \| Tejay van Garderen \| États-Unis \| EF Education First \| + 31 s \| \| 3e \| Tom Dumoulin \| Pays-Bas \| Team Sunweb \| + 47 s \| \| 4e \| Steven Kruijswijk \| Pays-Bas \| Team Jumbo-Visma \| + 49 s \| \| 5e \| Emanuel Buchmann \| Allemagne \| Bora-Hansgrohe \| + 51 s \| \| 6e \| Adam Yates \| Royaume-Uni \| Mitchelton-Scott \| + 56 s \| \| 7e \| Julian Alaphilippe \| France \| Deceuninck-Quick Step \| + 59 s \| \| 8e \| Nils Politt \| Allemagne \| Katusha-Alpecin \| + 1 min 05 s \| \| 9e \| Jakob Fuglsang \| Danemark \| Astana \| + 1 min 07 s \| \| 10e \| Rémi Cavagna \| France \| Deceuninck-Quick Step \| + 1 min 10 s \| |                    |             |                       |              |
| |                    |             |                       |              |
| Source : ProCyclingStats |                    |             |                       |              |
| Classement de l'étape |                    |             |                       |              |
| Coureur | Coureur            | Pays        | Équipe                | Temps        |
| 1er | Wout van Aert      | Belgique    | Team Jumbo-Visma      | 33 min 38 s  |
| 2e | Tejay van Garderen | États-Unis  | EF Education First    | + 31 s       |
| 3e | Tom Dumoulin       | Pays-Bas    | Team Sunweb           | + 47 s       |
| 4e | Steven Kruijswijk  | Pays-Bas    | Team Jumbo-Visma      | + 49 s       |
| 5e | Emanuel Buchmann   | Allemagne   | Bora-Hansgrohe        | + 51 s       |
| 6e | Adam Yates         | Royaume-Uni | Mitchelton-Scott      | + 56 s       |
| 7e | Julian Alaphilippe | France      | Deceuninck-Quick Step | + 59 s       |
| 8e | Nils Politt        | Allemagne   | Katusha-Alpecin       | + 1 min 05 s |
| 9e | Jakob Fuglsang     | Danemark    | Astana                | + 1 min 07 s |
| 10e | Rémi Cavagna       | France      | Deceuninck-Quick Step | + 1 min 10 s |

| \| Classement général \| Classement général \| Classement général \| Classement général \| Classement général \| \| Coureur \| Coureur \| Pays \| Équipe \| Temps \| \| ------------------ \| ------------------ \| ------------------ \| ------------------ \| ------------------ \| \| 1er \| Adam Yates \| Royaume-Uni \| Mitchelton-Scott \| 12 h 27 min 26 s \| \| 2e \| Dylan Teuns \| Belgique \| Bahrain-Merida \| + 4 s \| \| 3e \| Tejay van Garderen \| États-Unis \| EF Education First \| + 6 s \| \| 4e \| Jakob Fuglsang \| Danemark \| Astana \| + 7 s \| \| 5e \| Steven Kruijswijk \| Pays-Bas \| Team Jumbo-Visma \| + 24 s \| \| 6e \| Thibaut Pinot \| France \| Groupama-FDJ \| + 25 s \| \| 7e \| Emanuel Buchmann \| Allemagne \| Bora-Hansgrohe \| + 26 s \| \| 8e \| Alexey Lutsenko \| Kazakhstan \| Astana \| + 30 s \| \| 9e \| Wout van Aert \| Belgique \| Team Jumbo-Visma \| + 30 s \| \| 10e \| Nairo Quintana \| Colombie \| Movistar Team \| + 40 s \| |                    |             |                    |                  |
| |                    |             |                    |                  |
| Source : ProCyclingStats |                    |             |                    |                  |
| Classement général |                    |             |                    |                  |
| Coureur | Coureur            | Pays        | Équipe             | Temps            |
| 1er | Adam Yates         | Royaume-Uni | Mitchelton-Scott   | 12 h 27 min 26 s |
| 2e | Dylan Teuns        | Belgique    | Bahrain-Merida     | + 4 s            |
| 3e | Tejay van Garderen | États-Unis  | EF Education First | + 6 s            |
| 4e | Jakob Fuglsang     | Danemark    | Astana             | + 7 s            |
| 5e | Steven Kruijswijk  | Pays-Bas    | Team Jumbo-Visma   | + 24 s           |
| 6e | Thibaut Pinot      | France      | Groupama-FDJ       | + 25 s           |
| 7e | Emanuel Buchmann   | Allemagne   | Bora-Hansgrohe     | + 26 s           |
| 8e | Alexey Lutsenko    | Kazakhstan  | Astana             | + 30 s           |
| 9e | Wout van Aert      | Belgique    | Team Jumbo-Visma   | + 30 s           |
| 10e | Nairo Quintana     | Colombie    | Movistar Team      | + 40 s           |

### 5eétape
La cinquième étape est une étape de sprinteurs : 201 kilomètres sans beaucoup d'ascension. C'est également la dernière étape pour les sprinteurs comme Sam Bennett, vainqueur de la troisième étape, Wout van Aert, troisième de la première étape, second de la troisième étape et vainqueur du contre-la-montre, également maillot vert du classement par points et maillot blanc du meilleur jeune, Alvaro Hodeg, qui doit se racheter de sa décevante septième place lors de la troisième étape, et Edvald Boasson Hagen, sixième de cette même étape mais maillot jaune après sa victoire lors de l'étape d'ouverture. En début d'étape, une échappée se crée, elle se compose de trois courreurs : Stéphane Rossetto, Alessandro De Marchi et Yoann Bagot. Dans le final d'étape, à 30 kilomètres de l'arrivée, ils n'ont plus que 50 secondes d'avance sur un peloton emmené par l'équipe Ineos qui veut protéger son nouveau leader Wout Poels. Plus tard, ils temporisent. L'écart repasse à 1 minute 20 secondes quand les Deceunick-Quick-Steps arrivent pour leurs sprinteurs : Alvaro Hodeg, Philippe Gilbert et Julian Alaphilippe. L'écart revient à 40 secondes à 15 kilomètres de l'arrivée. Alessandro De Marchi passe les relais les plus longs. À 10 kilomètres de l'arrivée, l'équipe Ineos revient en compagnie de l'équipe Bora-Hansgroe pour Sam Bennett. Ils font passer l'écart à moins de 20 secondes lorsque De Marchi attaque. Yoann Bagot ne peut plus suivre, mais Rossetto tient la roue. À 2 kilomètres de l'arrivée, nouvelle attaque de De Marchi. Cette fois, Rossetto ne peut plus suivre. À la flamme rouge, Philippe Gilbert attaque dans le peloton. Il recolle à De Marchi, en compagnie de Boasson Hagen, qui l'a suivi. Le peloton, emmené par la Bora-Hansgroe et la Bahrain-Merida pour Sonny Colbrelli, revient sur Gilbert, Boasson Hagen et De Marchi. Sam Bennett est en quatrième position à 300 mètres, dans la roue d'Alaphilippe. Wout van Aert, mieux placé en deuxième position, lance le sprint à 250 mètres. Bennett est surpris, il n'a pas le temps de réagir. van Aert s'impose devant Sam Bennett et Julian Alaphilippe. Au classement général, Wout van Aert se replace en cinquième position à 20 secondes du leader Adam Yates et conforte ses maillots vert et blanc. 
| \| Classement de l'étape \| Classement de l'étape \| Classement de l'étape \| Classement de l'étape \| Classement de l'étape \| \| Coureur \| Coureur \| Pays \| Équipe \| Temps \| \| --------------------- \| --------------------- \| --------------------- \| ------------------------ \| --------------------- \| \| 1er \| Wout van Aert \| Belgique \| Team Jumbo-Visma \| 5 h 00 min 34 s \| \| 2e \| Sam Bennett \| Irlande \| Bora-Hansgrohe \| + 0 s \| \| 3e \| Julian Alaphilippe \| France \| Deceuninck-Quick Step \| + 0 s \| \| 4e \| Lorrenzo Manzin \| France \| Vital Concept-B&B Hotels \| + 0 s \| \| 5e \| Clément Venturini \| France \| AG2R La Mondiale \| + 0 s \| \| 6e \| Edvald Boasson Hagen \| Norvège \| Dimension Data \| + 0 s \| \| 7e \| Zdeněk Štybar \| Tchéquie \| Deceuninck-Quick Step \| + 0 s \| \| 8e \| Sonny Colbrelli \| Italie \| Bahrain-Merida \| + 0 s \| \| 9e \| Philippe Gilbert \| Belgique \| Deceuninck-Quick Step \| + 0 s \| \| 10e \| Mads Würtz Schmidt \| Danemark \| Katusha-Alpecin \| + 0 s \| |                      |          |                          |                 |
| |                      |          |                          |                 |
| Source : ProCyclingStats |                      |          |                          |                 |
| Classement de l'étape |                      |          |                          |                 |
| Coureur | Coureur              | Pays     | Équipe                   | Temps           |
| 1er | Wout van Aert        | Belgique | Team Jumbo-Visma         | 5 h 00 min 34 s |
| 2e | Sam Bennett          | Irlande  | Bora-Hansgrohe           | + 0 s           |
| 3e | Julian Alaphilippe   | France   | Deceuninck-Quick Step    | + 0 s           |
| 4e | Lorrenzo Manzin      | France   | Vital Concept-B&B Hotels | + 0 s           |
| 5e | Clément Venturini    | France   | AG2R La Mondiale         | + 0 s           |
| 6e | Edvald Boasson Hagen | Norvège  | Dimension Data           | + 0 s           |
| 7e | Zdeněk Štybar        | Tchéquie | Deceuninck-Quick Step    | + 0 s           |
| 8e | Sonny Colbrelli      | Italie   | Bahrain-Merida           | + 0 s           |
| 9e | Philippe Gilbert     | Belgique | Deceuninck-Quick Step    | + 0 s           |
| 10e | Mads Würtz Schmidt   | Danemark | Katusha-Alpecin          | + 0 s           |

| \| Classement général \| Classement général \| Classement général \| Classement général \| Classement général \| \| Coureur \| Coureur \| Pays \| Équipe \| Temps \| \| ------------------ \| ------------------ \| ------------------ \| ------------------ \| ------------------ \| \| 1er \| Adam Yates \| Royaume-Uni \| Mitchelton-Scott \| 17 h 28 min 00 s \| \| 2e \| Dylan Teuns \| Belgique \| Bahrain-Merida \| + 4 s \| \| 3e \| Tejay van Garderen \| États-Unis \| EF Education First \| + 6 s \| \| 4e \| Jakob Fuglsang \| Danemark \| Astana \| + 7 s \| \| 5e \| Wout van Aert \| Belgique \| Team Jumbo-Visma \| + 20 s \| \| 6e \| Steven Kruijswijk \| Pays-Bas \| Team Jumbo-Visma \| + 24 s \| \| 7e \| Thibaut Pinot \| France \| Groupama-FDJ \| + 25 s \| \| 8e \| Emanuel Buchmann \| Allemagne \| Bora-Hansgrohe \| + 26 s \| \| 9e \| Alexey Lutsenko \| Kazakhstan \| Astana \| + 30 s \| \| 10e \| Nairo Quintana \| Colombie \| Movistar Team \| + 40 s \| |                    |             |                    |                  |
| |                    |             |                    |                  |
| Source : ProCyclingStats |                    |             |                    |                  |
| Classement général |                    |             |                    |                  |
| Coureur | Coureur            | Pays        | Équipe             | Temps            |
| 1er | Adam Yates         | Royaume-Uni | Mitchelton-Scott   | 17 h 28 min 00 s |
| 2e | Dylan Teuns        | Belgique    | Bahrain-Merida     | + 4 s            |
| 3e | Tejay van Garderen | États-Unis  | EF Education First | + 6 s            |
| 4e | Jakob Fuglsang     | Danemark    | Astana             | + 7 s            |
| 5e | Wout van Aert      | Belgique    | Team Jumbo-Visma   | + 20 s           |
| 6e | Steven Kruijswijk  | Pays-Bas    | Team Jumbo-Visma   | + 24 s           |
| 7e | Thibaut Pinot      | France      | Groupama-FDJ       | + 25 s           |
| 8e | Emanuel Buchmann   | Allemagne   | Bora-Hansgrohe     | + 26 s           |
| 9e | Alexey Lutsenko    | Kazakhstan  | Astana             | + 30 s           |
| 10e | Nairo Quintana     | Colombie    | Movistar Team      | + 40 s           |

### 6eétape
Ce jour, 229 kilomètres ! La plus longue étape de ce Critérium du Dauphiné. Au programme, 8 ascensions notamment deux dans les 25 derniers kilomètres. Une échappée de trois courreurs : le Français Julian Alaphilippe pour Deceunick-Quick-Steps, Alessandro De Marchi pour CCC Team, déjà échappés la veille et Gregor Muhlberger pour la Bora-Hansgrohe. Ils semblent très bien partis avec 12 minutes d'avance à 40 kilomètres de l'arrivée, ils comptent même, pendant quelques minutes plus de 14 minutes sur un peloton emmené par l'équipe du leader Adam Yates : la Michelton-Scott, mais très vite, cette équipe réagit car le mieux placé de l'échappée : Alaphilippe, compte 16 minutes de retard au classement général. Dans le final de cette 6e étape, à 25 kilomètres de l'arrivée, une ascension très courte : 1,7 kilomètres mais à 7,6 % de moyenne, dès les premiers kilomètres, des pentes jusqu'à 12 % mais ça se radoucit dans les derniers mètres à 2 %. Dans cette ascension, aucune attaque, juste De Marchi qui montre sa difficulté à suivre ses deux compagnons d'échappé. Le peloton est revenu à 8 minutes avec l'équipe Ineos qui roule pour Wout Poels. Dans la dernière ascension, deux attaques dès les premiers hectomètres de Julian Alaphilippe, Muhlberger attaque, Alaphilippe montre des difficultés à suivre, dans la descente, Alaphilippe reste toujours derrière Muhlberger, De Marchi n'arrive plus à suivre. Dans le dernier kilomètre, les deux courreurs auront le vent de face, il ne faudra pas lancer le sprint trop tôt, le peloton revient à 7 minutes sous l'impulsion de la Michelton-Scott, il n'y aura pas eu d'attaque dans le peloton à part Guillaume Martin, 19e au général à 2 minutes de Yates. Finalement, les deux échappés se joueront la victoire. Alaphilippe est derrière Muhlberger pendant tout le dernier kilomètres. Gregor Muhlberger lance le sprint à 150 mètres de l'arrivée, Julian Alaphilippe pense revenir, il déboite un peu dans les 25 derniers mètres, ça se joue à rien du tout, personne ne sait qui a gagné. Finalement, à la photo finish, Julian Alaphilippe remporte cette étape pour quelques centimètres et son 10e succès cette saison. Il devance donc Gregor Muhlberger et Alessandro De Marchi qui passe la ligne avec un retard de 22 secondes. Guillaume Martin, le Français qui avait tenté une offensive, est finalement repris et distancé par le peloton emmené par Michal Kwiatkowski, le champion de Pologne. Dans les derniers mètres, il laisse passer son nouveau leader depuis l'abandon de Christopher Froome : Wout Poels qui finit 4e de l'étape et entre dans le top 10 du classement général car Wout van Aert, ancien 5e du général, se met au service de son leader Steven Kruijswijk pour la Jumbo-Visma. Sinon, aucun changement au général. Wout van Aert conserve son maillot vert mais perd son maillot blanc au profit de Bjorg Lambrecht. Julian Alaphilippe, qui est passé en tête des 7 premières ascensions mais pas la dernière, prend le maillot à pois qui est son objectif.  
| \| Classement de l'étape \| Classement de l'étape \| Classement de l'étape \| Classement de l'étape \| Classement de l'étape \| \| Coureur \| Coureur \| Pays \| Équipe \| Temps \| \| --------------------- \| --------------------- \| --------------------- \| --------------------- \| --------------------- \| \| 1er \| Julian Alaphilippe \| France \| Deceuninck-Quick Step \| 6 h 00 min 54 s \| \| 2e \| Gregor Mühlberger \| Autriche \| Bora-Hansgrohe \| + 0 s \| \| 3e \| Alessandro De Marchi \| Italie \| CCC Team \| + 22 s \| \| 4e \| Wout Poels \| Pays-Bas \| Team Ineos \| + 6 min 10 s \| \| 5e \| Gorka Izagirre \| Espagne \| Astana \| + 6 min 10 s \| \| 6e \| Jakob Fuglsang \| Danemark \| Astana \| + 6 min 10 s \| \| 7e \| Jack Haig \| Australie \| Mitchelton-Scott \| + 6 min 10 s \| \| 8e \| Adam Yates \| Royaume-Uni \| Mitchelton-Scott \| + 6 min 10 s \| \| 9e \| Nairo Quintana \| Colombie \| Movistar Team \| + 6 min 10 s \| \| 10e \| Alexey Lutsenko \| Kazakhstan \| Astana \| + 6 min 10 s \| |                      |             |                       |                 |
| |                      |             |                       |                 |
| Source : ProCyclingStats |                      |             |                       |                 |
| Classement de l'étape |                      |             |                       |                 |
| Coureur | Coureur              | Pays        | Équipe                | Temps           |
| 1er | Julian Alaphilippe   | France      | Deceuninck-Quick Step | 6 h 00 min 54 s |
| 2e | Gregor Mühlberger    | Autriche    | Bora-Hansgrohe        | + 0 s           |
| 3e | Alessandro De Marchi | Italie      | CCC Team              | + 22 s          |
| 4e | Wout Poels           | Pays-Bas    | Team Ineos            | + 6 min 10 s    |
| 5e | Gorka Izagirre       | Espagne     | Astana                | + 6 min 10 s    |
| 6e | Jakob Fuglsang       | Danemark    | Astana                | + 6 min 10 s    |
| 7e | Jack Haig            | Australie   | Mitchelton-Scott      | + 6 min 10 s    |
| 8e | Adam Yates           | Royaume-Uni | Mitchelton-Scott      | + 6 min 10 s    |
| 9e | Nairo Quintana       | Colombie    | Movistar Team         | + 6 min 10 s    |
| 10e | Alexey Lutsenko      | Kazakhstan  | Astana                | + 6 min 10 s    |

| \| Classement général \| Classement général \| Classement général \| Classement général \| Classement général \| \| Coureur \| Coureur \| Pays \| Équipe \| Temps \| \| ------------------ \| ------------------ \| ------------------ \| ------------------ \| ------------------ \| \| 1er \| Adam Yates \| Royaume-Uni \| Mitchelton-Scott \| 23 h 35 min 04 s \| \| 2e \| Dylan Teuns \| Belgique \| Bahrain-Merida \| + 4 s \| \| 3e \| Tejay van Garderen \| États-Unis \| EF Education First \| + 6 s \| \| 4e \| Jakob Fuglsang \| Danemark \| Astana \| + 7 s \| \| 5e \| Steven Kruijswijk \| Pays-Bas \| Team Jumbo-Visma \| + 24 s \| \| 6e \| Thibaut Pinot \| France \| Groupama-FDJ \| + 25 s \| \| 7e \| Emanuel Buchmann \| Allemagne \| Bora-Hansgrohe \| + 26 s \| \| 8e \| Alexey Lutsenko \| Kazakhstan \| Astana \| + 30 s \| \| 9e \| Nairo Quintana \| Colombie \| Movistar Team \| + 40 s \| \| 10e \| Wout Poels \| Pays-Bas \| Team Ineos \| + 40 s \| |                    |             |                    |                  |
| |                    |             |                    |                  |
| Source : ProCyclingStats |                    |             |                    |                  |
| Classement général |                    |             |                    |                  |
| Coureur | Coureur            | Pays        | Équipe             | Temps            |
| 1er | Adam Yates         | Royaume-Uni | Mitchelton-Scott   | 23 h 35 min 04 s |
| 2e | Dylan Teuns        | Belgique    | Bahrain-Merida     | + 4 s            |
| 3e | Tejay van Garderen | États-Unis  | EF Education First | + 6 s            |
| 4e | Jakob Fuglsang     | Danemark    | Astana             | + 7 s            |
| 5e | Steven Kruijswijk  | Pays-Bas    | Team Jumbo-Visma   | + 24 s           |
| 6e | Thibaut Pinot      | France      | Groupama-FDJ       | + 25 s           |
| 7e | Emanuel Buchmann   | Allemagne   | Bora-Hansgrohe     | + 26 s           |
| 8e | Alexey Lutsenko    | Kazakhstan  | Astana             | + 30 s           |
| 9e | Nairo Quintana     | Colombie    | Movistar Team      | + 40 s           |
| 10e | Wout Poels         | Pays-Bas    | Team Ineos         | + 40 s           |

### 7eétape
| \| Classement de l'étape \| Classement de l'étape \| Classement de l'étape \| Classement de l'étape \| Classement de l'étape \| \| Coureur \| Coureur \| Pays \| Équipe \| Temps \| \| --------------------- \| --------------------- \| --------------------- \| --------------------- \| --------------------- \| \| 1er \| Wout Poels \| Pays-Bas \| Team Ineos \| 4 h 01 min 34 s \| \| 2e \| Jakob Fuglsang \| Danemark \| Astana \| + 1 s \| \| 3e \| Emanuel Buchmann \| Allemagne \| Bora-Hansgrohe \| + 1 s \| \| 4e \| Thibaut Pinot \| France \| Groupama-FDJ \| + 10 s \| \| 5e \| Dan Martin \| Irlande \| UAE Team Emirates \| + 10 s \| \| 6e \| Adam Yates \| Royaume-Uni \| Mitchelton-Scott \| + 10 s \| \| 7e \| Romain Bardet \| France \| AG2R La Mondiale \| + 13 s \| \| 8e \| Tejay van Garderen \| États-Unis \| EF Education First \| + 16 s \| \| 9e \| Dylan Teuns \| Belgique \| Bahrain-Merida \| + 30 s \| \| 10e \| Bjorg Lambrecht \| Belgique \| Lotto-Soudal \| + 34 s \| |                    |             |                    |                 |
| |                    |             |                    |                 |
| Source : ProCyclingStats |                    |             |                    |                 |
| Classement de l'étape |                    |             |                    |                 |
| Coureur | Coureur            | Pays        | Équipe             | Temps           |
| 1er | Wout Poels         | Pays-Bas    | Team Ineos         | 4 h 01 min 34 s |
| 2e | Jakob Fuglsang     | Danemark    | Astana             | + 1 s           |
| 3e | Emanuel Buchmann   | Allemagne   | Bora-Hansgrohe     | + 1 s           |
| 4e | Thibaut Pinot      | France      | Groupama-FDJ       | + 10 s          |
| 5e | Dan Martin         | Irlande     | UAE Team Emirates  | + 10 s          |
| 6e | Adam Yates         | Royaume-Uni | Mitchelton-Scott   | + 10 s          |
| 7e | Romain Bardet      | France      | AG2R La Mondiale   | + 13 s          |
| 8e | Tejay van Garderen | États-Unis  | EF Education First | + 16 s          |
| 9e | Dylan Teuns        | Belgique    | Bahrain-Merida     | + 30 s          |
| 10e | Bjorg Lambrecht    | Belgique    | Lotto-Soudal       | + 34 s          |

| \| Classement général \| Classement général \| Classement général \| Classement général \| Classement général \| \| Coureur \| Coureur \| Pays \| Équipe \| Temps \| \| ------------------ \| ------------------ \| ------------------ \| ------------------ \| ------------------ \| \| 1er \| Jakob Fuglsang \| Danemark \| Astana \| 27 h 36 min 40 s \| \| 2e \| Adam Yates \| Royaume-Uni \| Mitchelton-Scott \| + 8 s \| \| 3e \| Tejay van Garderen \| États-Unis \| EF Education First \| + 20 s \| \| 4e \| Emanuel Buchmann \| Allemagne \| Bora-Hansgrohe \| + 21 s \| \| 5e \| Wout Poels \| Pays-Bas \| Team Ineos \| + 28 s \| \| 6e \| Dylan Teuns \| Belgique \| Bahrain-Merida \| + 32 s \| \| 7e \| Thibaut Pinot \| France \| Groupama-FDJ \| + 33 s \| \| 8e \| Alexey Lutsenko \| Kazakhstan \| Astana \| + 1 min 12 s \| \| 9e \| Steven Kruijswijk \| Pays-Bas \| Team Jumbo-Visma \| + 1 min 20 s \| \| 10e \| Dan Martin \| Irlande \| UAE Team Emirates \| + 1 min 21 s \| |                    |             |                    |                  |
| |                    |             |                    |                  |
| Source : ProCyclingStats |                    |             |                    |                  |
| Classement général |                    |             |                    |                  |
| Coureur | Coureur            | Pays        | Équipe             | Temps            |
| 1er | Jakob Fuglsang     | Danemark    | Astana             | 27 h 36 min 40 s |
| 2e | Adam Yates         | Royaume-Uni | Mitchelton-Scott   | + 8 s            |
| 3e | Tejay van Garderen | États-Unis  | EF Education First | + 20 s           |
| 4e | Emanuel Buchmann   | Allemagne   | Bora-Hansgrohe     | + 21 s           |
| 5e | Wout Poels         | Pays-Bas    | Team Ineos         | + 28 s           |
| 6e | Dylan Teuns        | Belgique    | Bahrain-Merida     | + 32 s           |
| 7e | Thibaut Pinot      | France      | Groupama-FDJ       | + 33 s           |
| 8e | Alexey Lutsenko    | Kazakhstan  | Astana             | + 1 min 12 s     |
| 9e | Steven Kruijswijk  | Pays-Bas    | Team Jumbo-Visma   | + 1 min 20 s     |
| 10e | Dan Martin         | Irlande     | UAE Team Emirates  | + 1 min 21 s     |

### 8eétape
| \| Classement de l'étape \| Classement de l'étape \| Classement de l'étape \| Classement de l'étape \| Classement de l'étape \| \| Coureur \| Coureur \| Pays \| Équipe \| Temps \| \| --------------------- \| --------------------- \| --------------------- \| --------------------- \| --------------------- \| \| 1er \| Dylan van Baarle \| Pays-Bas \| Team Ineos \| 3 h 05 min 48 s \| \| 2e \| Jack Haig \| Australie \| Mitchelton-Scott \| + 0 s \| \| 3e \| Carl Fredrik Hagen \| Norvège \| Lotto-Soudal \| + 50 s \| \| 4e \| Warren Barguil \| France \| Arkéa-Samsic \| + 1 min 12 s \| \| 5e \| Sepp Kuss \| États-Unis \| Team Jumbo-Visma \| + 1 min 12 s \| \| 6e \| Sébastien Reichenbach \| Suisse \| Groupama-FDJ \| + 1 min 12 s \| \| 7e \| Julian Alaphilippe \| France \| Deceuninck-Quick Step \| + 1 min 16 s \| \| 8e \| Alexey Lutsenko \| Kazakhstan \| Astana \| + 1 min 59 s \| \| 9e \| Xandro Meurisse \| Belgique \| Wanty-Gobert \| + 1 min 59 s \| \| 10e \| Emanuel Buchmann \| Allemagne \| Bora-Hansgrohe \| + 1 min 59 s \| |                       |            |                       |                 |
| |                       |            |                       |                 |
| Source : ProCyclingStats |                       |            |                       |                 |
| Classement de l'étape |                       |            |                       |                 |
| Coureur | Coureur               | Pays       | Équipe                | Temps           |
| 1er | Dylan van Baarle      | Pays-Bas   | Team Ineos            | 3 h 05 min 48 s |
| 2e | Jack Haig             | Australie  | Mitchelton-Scott      | + 0 s           |
| 3e | Carl Fredrik Hagen    | Norvège    | Lotto-Soudal          | + 50 s          |
| 4e | Warren Barguil        | France     | Arkéa-Samsic          | + 1 min 12 s    |
| 5e | Sepp Kuss             | États-Unis | Team Jumbo-Visma      | + 1 min 12 s    |
| 6e | Sébastien Reichenbach | Suisse     | Groupama-FDJ          | + 1 min 12 s    |
| 7e | Julian Alaphilippe    | France     | Deceuninck-Quick Step | + 1 min 16 s    |
| 8e | Alexey Lutsenko       | Kazakhstan | Astana                | + 1 min 59 s    |
| 9e | Xandro Meurisse       | Belgique   | Wanty-Gobert          | + 1 min 59 s    |
| 10e | Emanuel Buchmann      | Allemagne  | Bora-Hansgrohe        | + 1 min 59 s    |

## Classements finals

### Classement général final
| \| Classement général \| Classement général \| Classement général \| Classement général \| Classement général \| \| Coureur \| Coureur \| Pays \| Équipe \| Temps \| \| ------------------ \| ------------------ \| ------------------ \| ------------------ \| ------------------ \| \| 1er \| Jakob Fuglsang \| Danemark \| Astana \| 30 h 44 min 27 s \| \| 2e \| Tejay van Garderen \| États-Unis \| EF Education First \| + 20 s \| \| 3e \| Emanuel Buchmann \| Allemagne \| Bora-Hansgrohe \| + 21 s \| \| 4e \| Wout Poels \| Pays-Bas \| Team Ineos \| + 28 s \| \| 5e \| Thibaut Pinot \| France \| Groupama-FDJ \| + 33 s \| \| 6e \| Dylan Teuns \| Belgique \| Bahrain-Merida \| + 1 min 11 s \| \| 7e \| Alexey Lutsenko \| Kazakhstan \| Astana \| + 1 min 12 s \| \| 8e \| Dan Martin \| Irlande \| UAE Team Emirates \| + 1 min 21 s \| \| 9e \| Nairo Quintana \| Colombie \| Movistar Team \| + 1 min 24 s \| \| 10e \| Romain Bardet \| France \| AG2R La Mondiale \| + 1 min 38 s \| |                    |            |                    |                  |
| |                    |            |                    |                  |
| Source : ProCyclingStats |                    |            |                    |                  |
| Classement général |                    |            |                    |                  |
| Coureur | Coureur            | Pays       | Équipe             | Temps            |
| 1er | Jakob Fuglsang     | Danemark   | Astana             | 30 h 44 min 27 s |
| 2e | Tejay van Garderen | États-Unis | EF Education First | + 20 s           |
| 3e | Emanuel Buchmann   | Allemagne  | Bora-Hansgrohe     | + 21 s           |
| 4e | Wout Poels         | Pays-Bas   | Team Ineos         | + 28 s           |
| 5e | Thibaut Pinot      | France     | Groupama-FDJ       | + 33 s           |
| 6e | Dylan Teuns        | Belgique   | Bahrain-Merida     | + 1 min 11 s     |
| 7e | Alexey Lutsenko    | Kazakhstan | Astana             | + 1 min 12 s     |
| 8e | Dan Martin         | Irlande    | UAE Team Emirates  | + 1 min 21 s     |
| 9e | Nairo Quintana     | Colombie   | Movistar Team      | + 1 min 24 s     |
| 10e | Romain Bardet      | France     | AG2R La Mondiale   | + 1 min 38 s     |

### Classements annexes
| Classement par points | Classement par points | Classement par points | Classement par points | Classement par points |
| Coureur               | Coureur               | Pays                  | Équipe                | Points                |
| --------------------- | --------------------- | --------------------- | --------------------- | --------------------- |
| 1er                   | Wout van Aert         | Belgique              | Team Jumbo-Visma      | 82 pts                |
| 2e                    | Edvald Boasson Hagen  | Norvège               | Dimension Data        | 53 pts                |
| 3e                    | Julian Alaphilippe    | France                | Deceuninck-Quick Step | 49 pts                |
| 4e                    | Alexey Lutsenko       | Kazakhstan            | Astana                | 48 pts                |
| 5e                    | Sam Bennett           | Irlande               | Bora-Hansgrohe        | 47 pts                |
| 6e                    | Jakob Fuglsang        | Danemark              | Astana                | 39 pts                |
| 7e                    | Wout Poels            | Pays-Bas              | Team Ineos            | 31 pts                |
| 8e                    | Dylan Teuns           | Belgique              | Bahrain-Merida        | 31 pts                |
| 9e                    | Nils Politt           | Allemagne             | Katusha-Alpecin       | 31 pts                |
| 10e                   | Philippe Gilbert      | Belgique              | Deceuninck-Quick Step | 30 pts                |

| Classement par points | Classement par points | Classement par points | Classement par points | Classement par points |
| Coureur               | Coureur               | Pays                  | Équipe                | Points                |
| --------------------- | --------------------- | --------------------- | --------------------- | --------------------- |
| 1er                   | Wout van Aert         | Belgique              | Team Jumbo-Visma      | 82 pts                |
| 2e                    | Edvald Boasson Hagen  | Norvège               | Dimension Data        | 53 pts                |
| 3e                    | Julian Alaphilippe    | France                | Deceuninck-Quick Step | 49 pts                |
| 4e                    | Alexey Lutsenko       | Kazakhstan            | Astana                | 48 pts                |
| 5e                    | Sam Bennett           | Irlande               | Bora-Hansgrohe        | 47 pts                |
| 6e                    | Jakob Fuglsang        | Danemark              | Astana                | 39 pts                |
| 7e                    | Wout Poels            | Pays-Bas              | Team Ineos            | 31 pts                |
| 8e                    | Dylan Teuns           | Belgique              | Bahrain-Merida        | 31 pts                |
| 9e                    | Nils Politt           | Allemagne             | Katusha-Alpecin       | 31 pts                |
| 10e                   | Philippe Gilbert      | Belgique              | Deceuninck-Quick Step | 30 pts                |

| Classement de la montagne | Classement de la montagne | Classement de la montagne | Classement de la montagne | Classement de la montagne |
| Coureur                   | Coureur                   | Pays                      | Équipe                    | Points                    |
| ------------------------- | ------------------------- | ------------------------- | ------------------------- | ------------------------- |
| 1er                       | Julian Alaphilippe        | France                    | Deceuninck-Quick Step     | 75 pts                    |
| 2e                        | Magnus Cort Nielsen       | Danemark                  | Astana                    | 25 pts                    |
| 3e                        | Wout Poels                | Pays-Bas                  | Team Ineos                | 15 pts                    |
| 4e                        | Jack Haig                 | Australie                 | Mitchelton-Scott          | 14 pts                    |
| 5e                        | Alessandro De Marchi      | Italie                    | CCC Team                  | 14 pts                    |
| 6e                        | Dylan van Baarle          | Pays-Bas                  | Team Ineos                | 14 pts                    |
| 7e                        | Lennard Hofstede          | Pays-Bas                  | Team Jumbo-Visma          | 14 pts                    |
| 8e                        | Jakob Fuglsang            | Danemark                  | Astana                    | 12 pts                    |
| 9e                        | Emanuel Buchmann          | Allemagne                 | Bora-Hansgrohe            | 12 pts                    |
| 10e                       | Alexey Lutsenko           | Kazakhstan                | Astana                    | 10 pts                    |

| Classement de la montagne | Classement de la montagne | Classement de la montagne | Classement de la montagne | Classement de la montagne |
| Coureur                   | Coureur                   | Pays                      | Équipe                    | Points                    |
| ------------------------- | ------------------------- | ------------------------- | ------------------------- | ------------------------- |
| 1er                       | Julian Alaphilippe        | France                    | Deceuninck-Quick Step     | 75 pts                    |
| 2e                        | Magnus Cort Nielsen       | Danemark                  | Astana                    | 25 pts                    |
| 3e                        | Wout Poels                | Pays-Bas                  | Team Ineos                | 15 pts                    |
| 4e                        | Jack Haig                 | Australie                 | Mitchelton-Scott          | 14 pts                    |
| 5e                        | Alessandro De Marchi      | Italie                    | CCC Team                  | 14 pts                    |
| 6e                        | Dylan van Baarle          | Pays-Bas                  | Team Ineos                | 14 pts                    |
| 7e                        | Lennard Hofstede          | Pays-Bas                  | Team Jumbo-Visma          | 14 pts                    |
| 8e                        | Jakob Fuglsang            | Danemark                  | Astana                    | 12 pts                    |
| 9e                        | Emanuel Buchmann          | Allemagne                 | Bora-Hansgrohe            | 12 pts                    |
| 10e                       | Alexey Lutsenko           | Kazakhstan                | Astana                    | 10 pts                    |

| Classement du meilleur jeune | Classement du meilleur jeune | Classement du meilleur jeune | Classement du meilleur jeune | Classement du meilleur jeune |
| Coureur                      | Coureur                      | Pays                         | Équipe                       | Temps                        |
| ---------------------------- | ---------------------------- | ---------------------------- | ---------------------------- | ---------------------------- |
| 1er                          | Bjorg Lambrecht              | Belgique                     | Lotto-Soudal                 | 30 h 47 min 44 s             |
| 2e                           | Neilson Powless              | États-Unis                   | Team Jumbo-Visma             | + 11 min 42 s                |
| 3e                           | Sepp Kuss                    | États-Unis                   | Team Jumbo-Visma             | + 16 min 02 s                |
| 4e                           | Nils Politt                  | Allemagne                    | Katusha-Alpecin              | + 24 min 31 s                |
| 5e                           | Gianni Moscon                | Italie                       | Team Ineos                   | + 24 min 42 s                |
| 6e                           | David Gaudu                  | France                       | Groupama-FDJ                 | + 32 min 55 s                |
| 7e                           | Robert Power                 | Australie                    | Team Sunweb                  | + 33 min 34 s                |
| 8e                           | Wout van Aert                | Belgique                     | Team Jumbo-Visma             | + 41 min 52 s                |
| 9e                           | Lennard Hofstede             | Pays-Bas                     | Team Jumbo-Visma             | + 47 min 17 s                |
| 10e                          | Cristian Muñoz               | Colombie                     | UAE Team Emirates            | + 49 min 38 s                |

| Classement du meilleur jeune | Classement du meilleur jeune | Classement du meilleur jeune | Classement du meilleur jeune | Classement du meilleur jeune |
| Coureur                      | Coureur                      | Pays                         | Équipe                       | Temps                        |
| ---------------------------- | ---------------------------- | ---------------------------- | ---------------------------- | ---------------------------- |
| 1er                          | Bjorg Lambrecht              | Belgique                     | Lotto-Soudal                 | 30 h 47 min 44 s             |
| 2e                           | Neilson Powless              | États-Unis                   | Team Jumbo-Visma             | + 11 min 42 s                |
| 3e                           | Sepp Kuss                    | États-Unis                   | Team Jumbo-Visma             | + 16 min 02 s                |
| 4e                           | Nils Politt                  | Allemagne                    | Katusha-Alpecin              | + 24 min 31 s                |
| 5e                           | Gianni Moscon                | Italie                       | Team Ineos                   | + 24 min 42 s                |
| 6e                           | David Gaudu                  | France                       | Groupama-FDJ                 | + 32 min 55 s                |
| 7e                           | Robert Power                 | Australie                    | Team Sunweb                  | + 33 min 34 s                |
| 8e                           | Wout van Aert                | Belgique                     | Team Jumbo-Visma             | + 41 min 52 s                |
| 9e                           | Lennard Hofstede             | Pays-Bas                     | Team Jumbo-Visma             | + 47 min 17 s                |
| 10e                          | Cristian Muñoz               | Colombie                     | UAE Team Emirates            | + 49 min 38 s                |

| Classement par équipes | Classement par équipes | Classement par équipes | Classement par équipes |
| Équipe                 | Équipe                 | Pays                   | Temps                  |
| ---------------------- | ---------------------- | ---------------------- | ---------------------- |
| 1re                    | Astana                 | Kazakhstan             | 92 h 19 min 24 s       |
| 2e                     | Ineos                  | Royaume-Uni            | + 12 min 58 s          |
| 3e                     | Groupama-FDJ           | France                 | + 13 min 22 s          |
| 4e                     | Team Jumbo-Visma       | Pays-Bas               | + 18 min 38 s          |
| 5e                     | Mitchelton-Scott       | Australie              | + 27 min 21 s          |
| 6e                     | EF Education First     | États-Unis             | + 34 min 30 s          |
| 7e                     | Movistar Team          | Espagne                | + 37 min 47 s          |
| 8e                     | Bahrain-Merida         | Bahreïn                | + 38 min 05 s          |
| 9e                     | Wanty-Groupe Gobert    | Belgique               | + 40 min 17 s          |
| 10e                    | UAE Team Emirates      | Émirats arabes unis    | + 49 min 52 s          |

| Classement par équipes | Classement par équipes | Classement par équipes | Classement par équipes |
| Équipe                 | Équipe                 | Pays                   | Temps                  |
| ---------------------- | ---------------------- | ---------------------- | ---------------------- |
| 1re                    | Astana                 | Kazakhstan             | 92 h 19 min 24 s       |
| 2e                     | Ineos                  | Royaume-Uni            | + 12 min 58 s          |
| 3e                     | Groupama-FDJ           | France                 | + 13 min 22 s          |
| 4e                     | Team Jumbo-Visma       | Pays-Bas               | + 18 min 38 s          |
| 5e                     | Mitchelton-Scott       | Australie              | + 27 min 21 s          |
| 6e                     | EF Education First     | États-Unis             | + 34 min 30 s          |
| 7e                     | Movistar Team          | Espagne                | + 37 min 47 s          |
| 8e                     | Bahrain-Merida         | Bahreïn                | + 38 min 05 s          |
| 9e                     | Wanty-Groupe Gobert    | Belgique               | + 40 min 17 s          |
| 10e                    | UAE Team Emirates      | Émirats arabes unis    | + 49 min 52 s          |

## Classements UCI
La course attribue des points au Classement mondial UCI 2019 selon le barème suivant.
| Position           | 1er | 2e  | 3e  | 4e  | 5e  | 6e  | 7e  | 8e  | 9e  | 10e | 11e | 12e | 13e | 14e | 15e | 16e à 20e | 21e à 30e | 31e à 50e | 51e à 55e | 56e à 60e |
| Classement général | 500 | 400 | 325 | 275 | 225 | 175 | 150 | 125 | 100 | 80  | 70  | 60  | 50  | 40  | 35  | 30        | 20        | 10        | 5         | 3         |
| Par étapes         | 60  | 25  | 10  |     |     |     |     |     |     |     |     |     |     |     |     |           |           |           |           |           |
| Leader             | 10  |     |     |     |     |     |     |     |     |     |     |     |     |     |     |           |           |           |           |           |

## Évolution des classements
| Étape              | Vainqueur            | Classement général   | Classement par points | Classement de la montagne | Classement du meilleur jeune | Classement par équipes |
| ------------------ | -------------------- | -------------------- | --------------------- | ------------------------- | ---------------------------- | ---------------------- |
| 1                  | Edvald Boasson Hagen | Edvald Boasson Hagen | Edvald Boasson Hagen  | Casper Pedersen           | Wout van Aert                | Wanty-Groupe Gobert    |
| 2                  | Dylan Teuns          | Dylan Teuns          | Alexey Lutsenko       | Casper Pedersen           | Wout van Aert                | Astana                 |
| 3                  | Sam Bennett          | Dylan Teuns          | Wout van Aert         | Casper Pedersen           | Wout van Aert                | Astana                 |
| 4                  | Wout van Aert        | Adam Yates           | Wout van Aert         | Casper Pedersen           | Wout van Aert                | EF Education First     |
| 5                  | Wout van Aert        | Adam Yates           | Wout van Aert         | Casper Pedersen           | Wout van Aert                | EF Education First     |
| 6                  | Julian Alaphilippe   | Adam Yates           | Wout van Aert         | Julian Alaphilippe        | Bjorg Lambrecht              | EF Education First     |
| 7                  | Wout Poels           | Jakob Fuglsang       | Wout van Aert         | Julian Alaphilippe        | Bjorg Lambrecht              | Astana                 |
| 8                  | Dylan Van Baarle     | Jakob Fuglsang       | Wout van Aert         | Julian Alaphilippe        | Bjorg Lambrecht              | Astana                 |
| Classements finals | Classements finals   | Jakob Fuglsang       | Wout van Aert         | Julian Alaphilippe        | Bjorg Lambrecht              | Astana                 |

## Liste des participants
| Légende                             | Légende                                                                                                  | Légende                                | Légende                                                                                                  |
| ----------------------------------- | --- | -------------------------------------- | --- |
| Num                                 | Dossard de départ porté par le coureur sur ce Critérium du Dauphiné                                      | Pos                                    | Position finale au classement général                                                                    |
| Leader du classement général        | Indique le vainqueur du classement général                                                               | Leader du classement par points        | Indique le vainqueur du classement par points                                                            |
| Leader du classement de la montagne | Indique le vainqueur du classement de la montagne                                                        | Leader du classement du meilleur jeune | Indique le vainqueur du classement du meilleur jeune                                                     |
|                                     | Indique un maillot de champion national ou mondial, suivi de sa spécialité                               | #                                      | Indique la meilleure équipe                                                                              |
| NP                                  | Indique un coureur qui n'a pas pris le départ d'une étape, suivi du numéro de l'étape où il s'est retiré | AB                                     | Indique un coureur qui n'a pas terminé une étape, suivi du numéro de l'étape où il s'est retiré          |
| HD                                  | Indique un coureur qui a terminé une étape hors des délais, suivi du numéro de l'étape                   | *                                      | Indique un coureur en lice pour le classement du meilleur jeune (coureurs nés après le 1er janvier 1994) |

| Team Ineos INS | Team Ineos INS           | Team Ineos INS |
| -------------- | ------------------------ | -------------- |
| Num            | Coureur                  | Pos            |
| 1              | Christopher Froome (GBR) | NP-4           |
| 2              | Vasil Kiryienka (BLR)    | 101e           |
| 3              | Michał Kwiatkowski (POL) | 29e            |
| 4              | Gianni Moscon (ITA)      | 34e            |
| 5              | Wout Poels (NED)         | 4e             |
| 6              | Ian Stannard (GBR)       | 96e            |
| 7              | Dylan van Baarle (NED)   | 32e            |

| Mitchelton-Scott MTS | Mitchelton-Scott MTS | Mitchelton-Scott MTS |
| -------------------- | -------------------- | -------------------- |
| Num                  | Coureur              | Pos                  |
| 11                   | Adam Yates (GBR)     | AB-8                 |
| 12                   | Jack Haig (AUS)      | 27e                  |
| 13                   | Damien Howson (AUS)  | 30e                  |
| 14                   | Daryl Impey (RSA)    | 71e                  |
| 15                   | Luka Mezgec (SLO)    | AB-7                 |
| 16                   | Nick Schultz (AUS)   | 59e                  |
| 17                   | Dion Smith (NZL)     | AB-8                 |

| AG2R La Mondiale ALM | AG2R La Mondiale ALM    | AG2R La Mondiale ALM |
| -------------------- | ----------------------- | -------------------- |
| Num                  | Coureur                 | Pos                  |
| 21                   | Romain Bardet (FRA)     | 10e                  |
| 22                   | Mikaël Cherel (FRA)     | 23e                  |
| 23                   | Benoît Cosnefroy (FRA)  | 80e                  |
| 24                   | Alexandre Geniez (FRA)  | AB-6                 |
| 25                   | Alexis Gougeard (FRA)   | AB-7                 |
| 26                   | Oliver Naesen (BEL)     | 50e                  |
| 27                   | Clément Venturini (FRA) | AB-8                 |

| UAE Team Emirates UAD | UAE Team Emirates UAD      | UAE Team Emirates UAD |
| --------------------- | -------------------------- | --------------------- |
| Num                   | Coureur                    | Pos                   |
| 31                    | Dan Martin (IRL)           | 8e                    |
| 32                    | Vegard Stake Laengen (NOR) | 84e                   |
| 33                    | Cristian Muñoz (COL)       | 58e                   |
| 34                    | Simone Petilli (ITA)       | 22e                   |
| 35                    | Edward Ravasi (ITA)        | AB-8                  |
| 36                    | Rory Sutherland (AUS)      | 97e                   |
| 37                    | Oliviero Troia (ITA)       | AB-7                  |

| Deceuninck-Quick Step DQT | Deceuninck-Quick Step DQT | Deceuninck-Quick Step DQT |
| ------------------------- | ------------------------- | ------------------------- |
| Num                       | Coureur                   | Pos                       |
| 41                        | Julian Alaphilippe (FRA)  | 35e                       |
| 42                        | Rémi Cavagna (FRA)        | 74e                       |
| 43                        | Tim Declercq (BEL)        | AB-2                      |
| 44                        | Philippe Gilbert (BEL)    | 28e                       |
| 45                        | Álvaro Hodeg (COL)        | AB-7                      |
| 46                        | Zdeněk Štybar (CZE)       | 70e                       |
| 47                        | Petr Vakoč (CZE)          | 76e                       |

| Bora-Hansgrohe BOH | Bora-Hansgrohe BOH        | Bora-Hansgrohe BOH |
| ------------------ | ------------------------- | ------------------ |
| Num                | Coureur                   | Pos                |
| 51                 | Emanuel Buchmann (GER)    | 3e                 |
| 52                 | Shane Archbold (NZL)      | NP-6               |
| 53                 | Cesare Benedetti (ITA)    | 88e                |
| 54                 | Sam Bennett (IRL)         | 102e               |
| 55                 | Felix Großschartner (AUT) | 53e                |
| 56                 | Gregor Mühlberger (AUT)   | AB-8               |
| 57                 | Christoph Pfingsten (GER) | 79e                |

| Astana AST | Astana AST                | Astana AST |
| ---------- | ------------------------- | ---------- |
| Num        | Coureur                   | Pos        |
| 61         | Jakob Fuglsang (DEN)      | 1er        |
| 62         | Davide Ballerini (ITA)    | NP-7       |
| 63         | Hernando Bohórquez (COL)  | 67e        |
| 64         | Hugo Houle (CAN)          | 65e        |
| 65         | Gorka Izagirre (ESP)      | 18e        |
| 66         | Alexey Lutsenko (KAZ)     | 7e         |
| 67         | Magnus Cort Nielsen (DEN) | 19e        |

| Cofidis, Solutions Crédits COF | Cofidis, Solutions Crédits COF | Cofidis, Solutions Crédits COF |
| ------------------------------ | ------------------------------ | ------------------------------ |
| Num                            | Coureur                        | Pos                            |
| 71                             | Nacer Bouhanni (FRA)           | AB-2                           |
| 72                             | Darwin Atapuma (COL)           | NP-8                           |
| 73                             | Natnael Berhane (ERI)          | 81e                            |
| 74                             | Nicolas Edet (FRA)             | 20e                            |
| 75                             | Jesper Hansen (DEN)            | 45e                            |
| 76                             | Stéphane Rossetto (FRA)        | NP-8                           |
| 77                             | Geoffrey Soupe (FRA)           | AB-2                           |

| Movistar Team MOV | Movistar Team MOV       | Movistar Team MOV |
| ----------------- | ----------------------- | ----------------- |
| Num               | Coureur                 | Pos               |
| 81                | Nairo Quintana (COL)    | 9e                |
| 82                | Imanol Erviti (ESP)     | 89e               |
| 83                | Rubén Fernández (ESP)   | 39e               |
| 84                | Nélson Oliveira (POR)   | AB-3              |
| 85                | Eduardo Sepúlveda (ARG) | 44e               |
| 86                | Rafael Valls (ESP)      | 48e               |
| 87                | Carlos Verona (ESP)     | 36e               |

| Groupama-FDJ GFC | Groupama-FDJ GFC            | Groupama-FDJ GFC |
| ---------------- | --------------------------- | ---------------- |
| Num              | Coureur                     | Pos              |
| 91               | Thibaut Pinot (FRA)         | 5e               |
| 92               | William Bonnet (FRA)        | 105e             |
| 93               | David Gaudu (FRA)           | 40e              |
| 94               | Matthieu Ladagnous (FRA)    | 52e              |
| 95               | Rudy Molard (FRA)           | 21e              |
| 96               | Sébastien Reichenbach (SUI) | 15e              |
| 97               | Anthony Roux (FRA)          | 75e              |

| Team Jumbo-Visma TJV | Team Jumbo-Visma TJV    | Team Jumbo-Visma TJV |
| -------------------- | ----------------------- | -------------------- |
| Num                  | Coureur                 | Pos                  |
| 101                  | Steven Kruijswijk (NED) | AB-8                 |
| 102                  | Pascal Eenkhoorn (NED)  | 91e                  |
| 103                  | Lennard Hofstede (NED)  | 55e                  |
| 104                  | Sepp Kuss (USA)         | 26e                  |
| 105                  | Neilson Powless (USA)   | 24e                  |
| 106                  | Wout van Aert (BEL)     | 47e                  |
| 107                  | Maarten Wynants (BEL)   | AB-2                 |

| Trek-Segafredo TFS | Trek-Segafredo TFS   | Trek-Segafredo TFS |
| ------------------ | -------------------- | ------------------ |
| Num                | Coureur              | Pos                |
| 111                | Richie Porte (AUS)   | 11e                |
| 112                | Julien Bernard (FRA) | 46e                |
| 113                | Koen de Kort (NED)   | 92e                |
| 114                | Niklas Eg (DEN)      | 60e                |
| 115                | Toms Skujiņš (LAT)   | 42e                |
| 116                | Peter Stetina (USA)  | 95e                |
| 117                | Edward Theuns (BEL)  | 90e                |

| EF Education First EF1 | EF Education First EF1    | EF Education First EF1 |
| ---------------------- | ------------------------- | ---------------------- |
| Num                    | Coureur                   | Pos                    |
| 121                    | Michael Woods (CAN)       | NP-8                   |
| 122                    | Alberto Bettiol (ITA)     | NP-8                   |
| 123                    | Simon Clarke (AUS)        | AB-8                   |
| 124                    | Logan Owen (USA)          | 73e                    |
| 125                    | Julius van den Berg (NED) | 106e                   |
| 126                    | Tejay van Garderen (USA)  | 2e                     |
| 127                    | James Whelan (AUS)        | 100e                   |

| Katusha-Alpecin TKA | Katusha-Alpecin TKA      | Katusha-Alpecin TKA |
| ------------------- | ------------------------ | ------------------- |
| Num                 | Coureur                  | Pos                 |
| 131                 | Steff Cras (BEL)         | AB-7                |
| 132                 | Jens Debusschere (BEL)   | NP-7                |
| 133                 | Alex Dowsett (GBR)       | 94e                 |
| 134                 | José Gonçalves (POR)     | 57e                 |
| 135                 | Ruben Guerreiro (POR)    | AB-3                |
| 136                 | Nils Politt (GER)        | 33e                 |
| 137                 | Mads Würtz Schmidt (DEN) | NP-7                |

| Lotto-Soudal LTS | Lotto-Soudal LTS         | Lotto-Soudal LTS |
| ---------------- | ------------------------ | ---------------- |
| Num              | Coureur                  | Pos              |
| 141              | Bjorg Lambrecht (BEL)    | 12e              |
| 142              | Sander Armée (BEL)       | AB-2             |
| 143              | Carl Fredrik Hagen (NOR) | 31e              |
| 144              | Jens Keukeleire (BEL)    | 72e              |
| 145              | Tomasz Marczyński (POL)  | 87e              |
| 146              | Rémy Mertz (BEL)         | 82e              |
| 147              | Harm Vanhoucke (BEL)     | NP-6             |

| Bahrain-Merida TBM | Bahrain-Merida TBM        | Bahrain-Merida TBM |
| ------------------ | ------------------------- | ------------------ |
| Num                | Coureur                   | Pos                |
| 151                | Sonny Colbrelli (ITA)     | 68e                |
| 152                | Feng Chun-kai (TPE)       | AB-2               |
| 153                | Mark Padun (UKR)          | 64e                |
| 154                | Hermann Pernsteiner (AUT) | 16e                |
| 155                | Luka Pibernik (SLO)       | 98e                |
| 156                | Dylan Teuns (BEL)         | 6e                 |
| 157                | Jan Tratnik (SLO)         | 63e                |

| CCC Team CCC | CCC Team CCC               | CCC Team CCC |
| ------------ | -------------------------- | ------------ |
| Num          | Coureur                    | Pos          |
| 161          | Serge Pauwels (BEL)        | 37e          |
| 162          | Paweł Bernas (POL)         | 54e          |
| 163          | Alessandro De Marchi (ITA) | 38e          |
| 164          | Jonas Koch (GER)           | 56e          |
| 165          | Joey Rosskopf (USA)        | 25e          |
| 166          | Laurens ten Dam (NED)      | 86e          |
| 167          | Riccardo Zoidl (AUT)       | AB-2         |

| Dimension Data TDD | Dimension Data TDD               | Dimension Data TDD |
| ------------------ | -------------------------------- | ------------------ |
| Num                | Coureur                          | Pos                |
| 171                | Edvald Boasson Hagen (NOR)       | 43e                |
| 172                | Steve Cummings (GBR)             | AB-2               |
| 173                | Stefan de Bod (RSA)              | 78e                |
| 174                | Nicholas Dlamini (RSA)           | AB-2               |
| 175                | Jacques Janse van Rensburg (RSA) | NP-5               |
| 176                | Jacobus Venter (RSA)             | 103e               |
| 177                | Julien Vermote (BEL)             | AB-8               |

| Vital Concept-B&B Hotels VCB | Vital Concept-B&B Hotels VCB | Vital Concept-B&B Hotels VCB |
| ---------------------------- | ---------------------------- | ---------------------------- |
| Num                          | Coureur                      | Pos                          |
| 181                          | Pierre Rolland (FRA)         | NP-8                         |
| 182                          | Yoann Bagot (FRA)            | AB-7                         |
| 183                          | Maxime Cam (FRA)             | AB-7                         |
| 184                          | Arnaud Courteille (FRA)      | 104e                         |
| 185                          | Cyril Gautier (FRA)          | NP-8                         |
| 186                          | Lorrenzo Manzin (FRA)        | AB-7                         |
| 187                          | Quentin Pacher (FRA)         | 66e                          |

| Wanty-Gobert WGG | Wanty-Gobert WGG           | Wanty-Gobert WGG |
| ---------------- | -------------------------- | ---------------- |
| Num              | Coureur                    | Pos              |
| 191              | Guillaume Martin (FRA)     | 17e              |
| 192              | Bart De Clercq (BEL)       | AB-6             |
| 193              | Thomas Degand (BEL)        | NP-8             |
| 194              | Fabien Doubey (FRA)        | AB-8             |
| 195              | Odd Christian Eiking (NOR) | AB-7             |
| 196              | Xandro Meurisse (BEL)      | 14e              |
| 197              | Marco Minnaard (NED)       | 62e              |

| Arkéa-Samsic PCB | Arkéa-Samsic PCB        | Arkéa-Samsic PCB |
| ---------------- | ----------------------- | ---------------- |
| Num              | Coureur                 | Pos              |
| 201              | Warren Barguil (FRA)    | 13e              |
| 202              | Maxime Bouet (FRA)      | 51e              |
| 203              | Anthony Delaplace (FRA) | 69e              |
| 204              | André Greipel (GER)     | NP-7             |
| 205              | Kévin Ledanois (FRA)    | 85e              |
| 206              | Jérémy Maison (FRA)     | 49e              |
| 207              | Florian Vachon (FRA)    | 99e              |

| Team Sunweb SUN | Team Sunweb SUN           | Team Sunweb SUN |
| --------------- | ------------------------- | --------------- |
| Num             | Coureur                   | Pos             |
| 211             | Tom Dumoulin (NED)        | NP-7            |
| 212             | Johannes Fröhlinger (GER) | 93e             |
| 213             | Joris Nieuwenhuis (NED)   | 77e             |
| 214             | Casper Pedersen (DEN)     | NP-8            |
| 215             | Robert Power (AUS)        | 41e             |
| 216             | Florian Stork (GER)       | 61e             |
| 217             | Martijn Tusveld (NED)     | 83e             |

| Team Ineos INS | Team Ineos INS           | Team Ineos INS |
| -------------- | ------------------------ | -------------- |
| Num            | Coureur                  | Pos            |
| 1              | Christopher Froome (GBR) | NP-4           |
| 2              | Vasil Kiryienka (BLR)    | 101e           |
| 3              | Michał Kwiatkowski (POL) | 29e            |
| 4              | Gianni Moscon (ITA)      | 34e            |
| 5              | Wout Poels (NED)         | 4e             |
| 6              | Ian Stannard (GBR)       | 96e            |
| 7              | Dylan van Baarle (NED)   | 32e            |

| Mitchelton-Scott MTS | Mitchelton-Scott MTS | Mitchelton-Scott MTS |
| -------------------- | -------------------- | -------------------- |
| Num                  | Coureur              | Pos                  |
| 11                   | Adam Yates (GBR)     | AB-8                 |
| 12                   | Jack Haig (AUS)      | 27e                  |
| 13                   | Damien Howson (AUS)  | 30e                  |
| 14                   | Daryl Impey (RSA)    | 71e                  |
| 15                   | Luka Mezgec (SLO)    | AB-7                 |
| 16                   | Nick Schultz (AUS)   | 59e                  |
| 17                   | Dion Smith (NZL)     | AB-8                 |

| AG2R La Mondiale ALM | AG2R La Mondiale ALM    | AG2R La Mondiale ALM |
| -------------------- | ----------------------- | -------------------- |
| Num                  | Coureur                 | Pos                  |
| 21                   | Romain Bardet (FRA)     | 10e                  |
| 22                   | Mikaël Cherel (FRA)     | 23e                  |
| 23                   | Benoît Cosnefroy (FRA)  | 80e                  |
| 24                   | Alexandre Geniez (FRA)  | AB-6                 |
| 25                   | Alexis Gougeard (FRA)   | AB-7                 |
| 26                   | Oliver Naesen (BEL)     | 50e                  |
| 27                   | Clément Venturini (FRA) | AB-8                 |

| UAE Team Emirates UAD | UAE Team Emirates UAD      | UAE Team Emirates UAD |
| --------------------- | -------------------------- | --------------------- |
| Num                   | Coureur                    | Pos                   |
| 31                    | Dan Martin (IRL)           | 8e                    |
| 32                    | Vegard Stake Laengen (NOR) | 84e                   |
| 33                    | Cristian Muñoz (COL)       | 58e                   |
| 34                    | Simone Petilli (ITA)       | 22e                   |
| 35                    | Edward Ravasi (ITA)        | AB-8                  |
| 36                    | Rory Sutherland (AUS)      | 97e                   |
| 37                    | Oliviero Troia (ITA)       | AB-7                  |

| Deceuninck-Quick Step DQT | Deceuninck-Quick Step DQT | Deceuninck-Quick Step DQT |
| ------------------------- | ------------------------- | ------------------------- |
| Num                       | Coureur                   | Pos                       |
| 41                        | Julian Alaphilippe (FRA)  | 35e                       |
| 42                        | Rémi Cavagna (FRA)        | 74e                       |
| 43                        | Tim Declercq (BEL)        | AB-2                      |
| 44                        | Philippe Gilbert (BEL)    | 28e                       |
| 45                        | Álvaro Hodeg (COL)        | AB-7                      |
| 46                        | Zdeněk Štybar (CZE)       | 70e                       |
| 47                        | Petr Vakoč (CZE)          | 76e                       |

| Bora-Hansgrohe BOH | Bora-Hansgrohe BOH        | Bora-Hansgrohe BOH |
| ------------------ | ------------------------- | ------------------ |
| Num                | Coureur                   | Pos                |
| 51                 | Emanuel Buchmann (GER)    | 3e                 |
| 52                 | Shane Archbold (NZL)      | NP-6               |
| 53                 | Cesare Benedetti (ITA)    | 88e                |
| 54                 | Sam Bennett (IRL)         | 102e               |
| 55                 | Felix Großschartner (AUT) | 53e                |
| 56                 | Gregor Mühlberger (AUT)   | AB-8               |
| 57                 | Christoph Pfingsten (GER) | 79e                |

| Astana AST | Astana AST                | Astana AST |
| ---------- | ------------------------- | ---------- |
| Num        | Coureur                   | Pos        |
| 61         | Jakob Fuglsang (DEN)      | 1er        |
| 62         | Davide Ballerini (ITA)    | NP-7       |
| 63         | Hernando Bohórquez (COL)  | 67e        |
| 64         | Hugo Houle (CAN)          | 65e        |
| 65         | Gorka Izagirre (ESP)      | 18e        |
| 66         | Alexey Lutsenko (KAZ)     | 7e         |
| 67         | Magnus Cort Nielsen (DEN) | 19e        |

| Cofidis, Solutions Crédits COF | Cofidis, Solutions Crédits COF | Cofidis, Solutions Crédits COF |
| ------------------------------ | ------------------------------ | ------------------------------ |
| Num                            | Coureur                        | Pos                            |
| 71                             | Nacer Bouhanni (FRA)           | AB-2                           |
| 72                             | Darwin Atapuma (COL)           | NP-8                           |
| 73                             | Natnael Berhane (ERI)          | 81e                            |
| 74                             | Nicolas Edet (FRA)             | 20e                            |
| 75                             | Jesper Hansen (DEN)            | 45e                            |
| 76                             | Stéphane Rossetto (FRA)        | NP-8                           |
| 77                             | Geoffrey Soupe (FRA)           | AB-2                           |

| Movistar Team MOV | Movistar Team MOV       | Movistar Team MOV |
| ----------------- | ----------------------- | ----------------- |
| Num               | Coureur                 | Pos               |
| 81                | Nairo Quintana (COL)    | 9e                |
| 82                | Imanol Erviti (ESP)     | 89e               |
| 83                | Rubén Fernández (ESP)   | 39e               |
| 84                | Nélson Oliveira (POR)   | AB-3              |
| 85                | Eduardo Sepúlveda (ARG) | 44e               |
| 86                | Rafael Valls (ESP)      | 48e               |
| 87                | Carlos Verona (ESP)     | 36e               |

| Groupama-FDJ GFC | Groupama-FDJ GFC            | Groupama-FDJ GFC |
| ---------------- | --------------------------- | ---------------- |
| Num              | Coureur                     | Pos              |
| 91               | Thibaut Pinot (FRA)         | 5e               |
| 92               | William Bonnet (FRA)        | 105e             |
| 93               | David Gaudu (FRA)           | 40e              |
| 94               | Matthieu Ladagnous (FRA)    | 52e              |
| 95               | Rudy Molard (FRA)           | 21e              |
| 96               | Sébastien Reichenbach (SUI) | 15e              |
| 97               | Anthony Roux (FRA)          | 75e              |

| Team Jumbo-Visma TJV | Team Jumbo-Visma TJV    | Team Jumbo-Visma TJV |
| -------------------- | ----------------------- | -------------------- |
| Num                  | Coureur                 | Pos                  |
| 101                  | Steven Kruijswijk (NED) | AB-8                 |
| 102                  | Pascal Eenkhoorn (NED)  | 91e                  |
| 103                  | Lennard Hofstede (NED)  | 55e                  |
| 104                  | Sepp Kuss (USA)         | 26e                  |
| 105                  | Neilson Powless (USA)   | 24e                  |
| 106                  | Wout van Aert (BEL)     | 47e                  |
| 107                  | Maarten Wynants (BEL)   | AB-2                 |

| Trek-Segafredo TFS | Trek-Segafredo TFS   | Trek-Segafredo TFS |
| ------------------ | -------------------- | ------------------ |
| Num                | Coureur              | Pos                |
| 111                | Richie Porte (AUS)   | 11e                |
| 112                | Julien Bernard (FRA) | 46e                |
| 113                | Koen de Kort (NED)   | 92e                |
| 114                | Niklas Eg (DEN)      | 60e                |
| 115                | Toms Skujiņš (LAT)   | 42e                |
| 116                | Peter Stetina (USA)  | 95e                |
| 117                | Edward Theuns (BEL)  | 90e                |

| EF Education First EF1 | EF Education First EF1    | EF Education First EF1 |
| ---------------------- | ------------------------- | ---------------------- |
| Num                    | Coureur                   | Pos                    |
| 121                    | Michael Woods (CAN)       | NP-8                   |
| 122                    | Alberto Bettiol (ITA)     | NP-8                   |
| 123                    | Simon Clarke (AUS)        | AB-8                   |
| 124                    | Logan Owen (USA)          | 73e                    |
| 125                    | Julius van den Berg (NED) | 106e                   |
| 126                    | Tejay van Garderen (USA)  | 2e                     |
| 127                    | James Whelan (AUS)        | 100e                   |

| Katusha-Alpecin TKA | Katusha-Alpecin TKA      | Katusha-Alpecin TKA |
| ------------------- | ------------------------ | ------------------- |
| Num                 | Coureur                  | Pos                 |
| 131                 | Steff Cras (BEL)         | AB-7                |
| 132                 | Jens Debusschere (BEL)   | NP-7                |
| 133                 | Alex Dowsett (GBR)       | 94e                 |
| 134                 | José Gonçalves (POR)     | 57e                 |
| 135                 | Ruben Guerreiro (POR)    | AB-3                |
| 136                 | Nils Politt (GER)        | 33e                 |
| 137                 | Mads Würtz Schmidt (DEN) | NP-7                |

| Lotto-Soudal LTS | Lotto-Soudal LTS         | Lotto-Soudal LTS |
| ---------------- | ------------------------ | ---------------- |
| Num              | Coureur                  | Pos              |
| 141              | Bjorg Lambrecht (BEL)    | 12e              |
| 142              | Sander Armée (BEL)       | AB-2             |
| 143              | Carl Fredrik Hagen (NOR) | 31e              |
| 144              | Jens Keukeleire (BEL)    | 72e              |
| 145              | Tomasz Marczyński (POL)  | 87e              |
| 146              | Rémy Mertz (BEL)         | 82e              |
| 147              | Harm Vanhoucke (BEL)     | NP-6             |

| Bahrain-Merida TBM | Bahrain-Merida TBM        | Bahrain-Merida TBM |
| ------------------ | ------------------------- | ------------------ |
| Num                | Coureur                   | Pos                |
| 151                | Sonny Colbrelli (ITA)     | 68e                |
| 152                | Feng Chun-kai (TPE)       | AB-2               |
| 153                | Mark Padun (UKR)          | 64e                |
| 154                | Hermann Pernsteiner (AUT) | 16e                |
| 155                | Luka Pibernik (SLO)       | 98e                |
| 156                | Dylan Teuns (BEL)         | 6e                 |
| 157                | Jan Tratnik (SLO)         | 63e                |

| CCC Team CCC | CCC Team CCC               | CCC Team CCC |
| ------------ | -------------------------- | ------------ |
| Num          | Coureur                    | Pos          |
| 161          | Serge Pauwels (BEL)        | 37e          |
| 162          | Paweł Bernas (POL)         | 54e          |
| 163          | Alessandro De Marchi (ITA) | 38e          |
| 164          | Jonas Koch (GER)           | 56e          |
| 165          | Joey Rosskopf (USA)        | 25e          |
| 166          | Laurens ten Dam (NED)      | 86e          |
| 167          | Riccardo Zoidl (AUT)       | AB-2         |

| Dimension Data TDD | Dimension Data TDD               | Dimension Data TDD |
| ------------------ | -------------------------------- | ------------------ |
| Num                | Coureur                          | Pos                |
| 171                | Edvald Boasson Hagen (NOR)       | 43e                |
| 172                | Steve Cummings (GBR)             | AB-2               |
| 173                | Stefan de Bod (RSA)              | 78e                |
| 174                | Nicholas Dlamini (RSA)           | AB-2               |
| 175                | Jacques Janse van Rensburg (RSA) | NP-5               |
| 176                | Jacobus Venter (RSA)             | 103e               |
| 177                | Julien Vermote (BEL)             | AB-8               |

| Vital Concept-B&B Hotels VCB | Vital Concept-B&B Hotels VCB | Vital Concept-B&B Hotels VCB |
| ---------------------------- | ---------------------------- | ---------------------------- |
| Num                          | Coureur                      | Pos                          |
| 181                          | Pierre Rolland (FRA)         | NP-8                         |
| 182                          | Yoann Bagot (FRA)            | AB-7                         |
| 183                          | Maxime Cam (FRA)             | AB-7                         |
| 184                          | Arnaud Courteille (FRA)      | 104e                         |
| 185                          | Cyril Gautier (FRA)          | NP-8                         |
| 186                          | Lorrenzo Manzin (FRA)        | AB-7                         |
| 187                          | Quentin Pacher (FRA)         | 66e                          |

| Wanty-Gobert WGG | Wanty-Gobert WGG           | Wanty-Gobert WGG |
| ---------------- | -------------------------- | ---------------- |
| Num              | Coureur                    | Pos              |
| 191              | Guillaume Martin (FRA)     | 17e              |
| 192              | Bart De Clercq (BEL)       | AB-6             |
| 193              | Thomas Degand (BEL)        | NP-8             |
| 194              | Fabien Doubey (FRA)        | AB-8             |
| 195              | Odd Christian Eiking (NOR) | AB-7             |
| 196              | Xandro Meurisse (BEL)      | 14e              |
| 197              | Marco Minnaard (NED)       | 62e              |

| Arkéa-Samsic PCB | Arkéa-Samsic PCB        | Arkéa-Samsic PCB |
| ---------------- | ----------------------- | ---------------- |
| Num              | Coureur                 | Pos              |
| 201              | Warren Barguil (FRA)    | 13e              |
| 202              | Maxime Bouet (FRA)      | 51e              |
| 203              | Anthony Delaplace (FRA) | 69e              |
| 204              | André Greipel (GER)     | NP-7             |
| 205              | Kévin Ledanois (FRA)    | 85e              |
| 206              | Jérémy Maison (FRA)     | 49e              |
| 207              | Florian Vachon (FRA)    | 99e              |

| Team Sunweb SUN | Team Sunweb SUN           | Team Sunweb SUN |
| --------------- | ------------------------- | --------------- |
| Num             | Coureur                   | Pos             |
| 211             | Tom Dumoulin (NED)        | NP-7            |
| 212             | Johannes Fröhlinger (GER) | 93e             |
| 213             | Joris Nieuwenhuis (NED)   | 77e             |
| 214             | Casper Pedersen (DEN)     | NP-8            |
| 215             | Robert Power (AUS)        | 41e             |
| 216             | Florian Stork (GER)       | 61e             |
| 217             | Martijn Tusveld (NED)     | 83e             |